# Jean Baptiste Douville

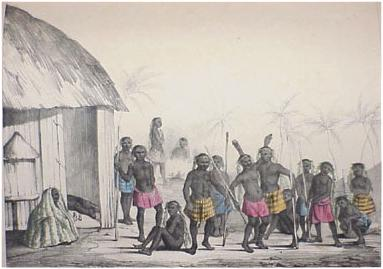
Illustration från Douvilles "Atlas du Voyage au Congo".

Jean Baptiste Douville, född 1794, död 1837 (mördad), var en fransk upptäcktsresande och mystifikatör.
Douville genomförde långa resor inom flera kontinenter och utgav 1832 det omfattande verket Voyage au Congo et dans l'intérieur de l’Afrique équinoxiale fait dans les années 1828, 1829 et 1830, vilket fick stor uppmärksamhet inom den lärda världen. Han tilldelades franska geografiska sällskapets stora guldmedalj för sina påstådda upptäckter från Benguela i nuvarande Angola till Stora sjöarna i USA, men hyllningarna övergick snart i en skarp kritik, vilken gick ut på att hans arbete var ett falsarium. Han lyckades ej övertyga allmänheten om motsatsen och reste sig 1833 till Brasilien, där han sedermera mördades.
Det har konstaterats att Douville företog vissa resor i Centralafrika, men ej i den omfattning som han själv uppgav. Den brittiske forskaren Richard Francis Burton ansåg dock att Douvilles beskrivningar av Kongotrakten var träffande, hans iakttagelser anmärkningsvärt noggranna och de i hans arbete anförda proven på den inhemska befolkningens språk ovanligt korrekta. Detta har ansetts tyda på att Douville använde tidigare outgivna portugisiska beskrivningar som källa till sin skildring sina övriga påstådda resor i detta område.